# Going Medieval
 (juin 2021).
Going Medieval est un jeu vidéo indépendant de simulation de construction et de gestion médiévale développé par le studio serbe Foxy Voxel et édité par The Irregular Corporation. Le jeu est développé depuis août 2019 avec une équipe de sept personnes et sorti en accès anticipé le 1er juin 2021.

## Trame
A la fin du XIVe siècle, 95% de la population mondiale avait péri à la suite d'un fléau endémique. À la suite de cela, la terre est reconquise par la nature,.

## Système de jeu
Situé à l'époque médiévale, le joueur doit planifier, créer et construire des colonies en utilisant une variété de matériaux à sa disposition, protéger ses villageois de la faim, des ennemis et des intempéries, et défendre sa maison contre des factions rivales en construisant des forteresses et des pièges. Le jeu commence avec trois villageois avec un ensemble de compétences générées aléatoirement qui affectent la façon dont ils peuvent contribuer à la colonie, les travaux qu'ils font et comment ils affectent les autres, tout en faisant attention à ce que leurs humeurs n'arrive pas à 0 sous peine de désertion.

## Accueil
Going Medieval fut vendu plus de 175 000 fois, devenant numéro 1 des ventes sur Steam pour la semaine de sa sortie avec un score de 92% d'évaluations positives,.

### Distinctions
Le jeu a été nommé pour le « Meilleur jeu inédit » au 1er EuroPlay Video Game Contest, pour le « Prix du public » et le « Meilleur prix de la musique » au concours Unfold Games Awards.